# 2019冠狀病毒病羅馬尼亞疫情
2019冠狀病毒病羅馬尼亞疫情，介绍在2019新型冠狀病毒疫情中，在羅馬尼亞发生的情况。

## 疫情發展
2月26日，罗马尼亚确诊首例病例，患者于3周前自意大利返回罗马尼亚。
3月16日，羅馬尼亞進入緊急狀態。
5月13日，罗马尼亚总共确诊人数达16002人，总共病死人数达1016人。
11月14日，尼亚姆茨县一所医院的COVID-19重症病房发生火灾，造成10名重症患者死亡。